# Гесінг Андрій Олександрович
Андрі́й Олекса́ндрович Ге́сінг (нар. 21 серпня 1982 — 26 серпня 2015) — солдат Збройних сил України, учасник російсько-української війни.

## Життєпис
Народився 1982 року в Кривому Розі. 2000-го закінчив Криворізький професійний гірсько-технологічний ліцей за спеціальністю «слюсар із ремонту автомобілів». Пройшов строкову службу в армії, до 2009 року працював у ПАТ «Криворізький залізорудний комбінат».
У лютому 2014 року призваний за мобілізацією; солдат, такелажник взводу технічного забезпечення 2-го механізованого батальйону 93-ї окремої механізованої бригади.
26 серпня 2015 року загинув поблизу села Желанне Ясинуватського району під час виконання військового обов'язку.
Похований у Кривому Розі.
Без батька лишилася донька 2014 р.н.

## Нагороди та вшанування
За особисту мужність, сумлінне та бездоганне служіння Українському народові, зразкове виконання військового обов'язку відзначений — нагороджений
- орденом «За мужність» ІІІ ступеня (16 січня 2016, посмертно)[1]
- нагороджений відзнакою міста Кривий Ріг «За Заслуги перед містом» III ступеню (посмертно).